# Ernst Mackensen (Politiker, 1846)
Ernst Mackensen (geboren 1846 in Bierbaumsmühle; gestorben 7. September 1892 in Sachsa) war ein deutscher Mühlenbesitzer und Mitglied des Preußischen Abgeordnetenhauses.

## Leben
Mackensen wurde zu Beginn der Industrialisierung im Königreich Hannover geboren. Er war Besitzer der Bierbaumsmühle und trat nach der Annexion Hannovers durch Preußen der 1866 gegründeten Nationalliberalen Partei bei. 1874 ließ er sich als Rentier in Hannover nieder.
Ab 1877 vertrat er als Landtagsabgeordneter im Preußischen Abgeordnetenhaus den Wahlkreis Liebenburg, ab 1885 den Landkreis Marienburg bei Goslar.
Ernst Mackensen starb 1892 in Sachsa im Alter von 46 Jahren.